# Dalbergia rostrata
Dalbergia rostrata är en ärtväxtart som beskrevs av Justus Carl Hasskarl. Dalbergia rostrata ingår i släktet Dalbergia, och familjen ärtväxter. Inga underarter finns listade i Catalogue of Life.